# Consejo de Paz en el Hogar
El Consejo para la Paz en el Hogar (en turco: Yurtta Sulh Konseyi), llamado alternativamente Consejo de Paz, afirmó ser un órgano ejecutivo que lideró un intento de golpe de Estado en Turquía que comenzó el 15 de julio de 2016 y finalizó el 16 de julio de 2016. El nombre se hizo público en un comunicado leído en el aire durante la toma temporal del 15 de julio de 2016 por parte de soldados de la sede de la emisora estatal turca TRT. El grupo supuestamente se formó clandestinamente dentro de las Fuerzas Armadas turcas. Fue declarado el consejo de gobierno de Turquía durante el intento de golpe. La existencia del consejo fue anunciada en primer lugar por Tijen Karaş, un presentador de noticias en el canal de noticias estatal TRT, supuestamente a punta de pistola.
El nombre "Consejo de Paz en el Hogar" se deriva de Paz en el Hogar, Paz en el Mundo, que es una cita famosa de Atatürk. Aunque se autodeclaró como el sucesor del actual 65º gobierno de Turquía, los ciudadanos que salieron a las calles hicieron fracasar el intento de golpe de Estado, lo que significó que el Consejo nunca tomó el poder de facto ni de jure en el país.

## Eventos
La formación del consejo y la destitución del gobierno del Partido de la Justicia y el Desarrollo (AKP) se anunció en vivo en la emisora estatal TRT después de que los soldados tomaran la sede de transmisión del canal. Los objetivos declarados del consejo eran "restablecer el orden constitucional, los derechos humanos y las libertades, el estado de derecho y la seguridad general que estaba dañado". No se proporcionó información establecida sobre los miembros y la estructura del consejo y TRT suspendió la transmisión poco después de la entrega de la declaración que anunciaba la creación del consejo.

## Declaración y análisis posterior
La declaración que se leyó al aire en la sede de TRT decía (en turco) que:

"Es el deseo y la orden de las Fuerzas Armadas de Turquía que esta declaración se transmita en todos los canales de la República de Turquía. Los valiosos ciudadanos de la República de Turquía han sido sistemáticamente objeto de infracciones constitucionales y legales que amenazan las características básicas y las instituciones vitales de el estado, mientras que todas las instituciones estatales, incluidas las Fuerzas Armadas turcas, han sido objeto de intentos de rediseño sobre la base de motivos ideológicos, haciéndolas inservibles para su propósito. Se han abolido los derechos y libertades fundamentales, así como la estructura legal democrática secular basada en la separación de poderes por el despreocupado, descarriado y hasta traidor presidente y funcionarios del gobierno. Nuestro estado ha perdido la reputación internacional que le corresponde y se ha convertido en un país gobernado por una autocracia basada en el miedo y donde se pasan por alto los derechos humanos fundamentales. Las decisiones equivocadas tomadas por la élite política han resultado en el fracaso para combatir el creciente terrorismo, que se ha cobrado la vida de varios ciudadanos inocentes y de las fuerzas de seguridad que han estado luchando contra el terror. La corrupción y el hurto dentro de la burocracia han alcanzado niveles graves, mientras que el sistema judicial en todo el país se ha vuelto inadecuado para su propósito. En estas circunstancias, las Fuerzas Armadas de Turquía, que fundaron y han custodiado hasta el día de hoy la República de Turquía con sacrificios extraordinarios, establecidas bajo el liderazgo del Gran Atatürk, tienen como fin continuar la unidad indivisible del país tras la Paz en el Hogar, el ideal de la Paz en el Mundo, para salvaguardar la supervivencia de la nación y el estado, para eliminar las amenazas que enfrentan las victorias de nuestra República, para eliminar las obstrucciones de facto a nuestro sistema de justicia, para detener la corrupción que se ha convertido en una amenaza a la seguridad nacional, para permitir operaciones eficientes contra todas las formas de terrorismo, para hacer valer los derechos humanos fundamentales y universales para todos nuestros ciudadanos, independientemente de su raza o etnia, y para restablecer los valores constitucionalmente consagrados de un estado social y legal, democrático y secular, para recuperar el derecho y reputación internacional perdido de nuestra nación y para establecer relaciones más fuertes y cooperar para la paz internacional, la estabilidad y la serenidad. El gobierno del Estado estará a cargo del Consejo de Paz en el Hogar. El Consejo de Paz en el Hogar ha tomado todas las medidas necesarias para garantizar que cumple con las obligaciones establecidas por todas las instituciones internacionales, incluidas las Naciones Unidas y la OTAN. El gobierno, que ha perdido toda su legitimidad, ha sido destituido de su cargo".

### Análisis
Un artículo de la BBC de Ezgi Başaran decía que "la declaración de la junta, que fue leída en la televisión del gobierno cuando se inició el golpe, tenía un gran parecido con el famoso discurso de Mustafa Kemal Atatürk a la juventud turca. [ ...] Por otro lado, dado que estas referencias son demasiado obvias, pueden haber sido incluidas intencionalmente para insinuar una junta kemalista en lugar de una gülenista".

### Acusaciones de golpe escenificadas
Después del intento de golpe, los comentaristas en las redes sociales alegaron que la creación del consejo se había organizado para conseguir un mayor apoyo para el gobernante Partido de la Justicia y el Desarrollo (AKP), con algunos escépticos citando la falta de información sólida sobre el consejo y su composición real como prueba de que todo el intento de golpe había sido inventado por el gobierno.

## Composición
No se dio ninguna declaración oficial sobre la composición del consejo. Según la agencia de noticias estatal Anadolu, investigaciones y denuncias posteriores apuntaron a que el líder era el excoronel Muharrem Köse, quien había sido despedido a principios de 2016 de su cargo como asesor legal del Jefe de Estado Mayor debido a sus aparentes vínculos con Fethullah Gülen.

## Secuelas
El Consejo de Paz finalmente no pudo tomar el poder después de que las fuerzas golpistas fueran derrotadas y el gobierno actual del AKP retuviera el control. Más tarde se realizaron arrestos masivos, dirigidos a más de dos mil soldados, incluidos oficiales superiores y generales. Surgió la especulación de que el excomandante de la Fuerza Aérea Turca Akın Öztürk había estado a cargo del intento de golpe.